# Зерцало от Божественного писания
Зерцало от Божественного писания — сборник силлабических стихов (виршей), написанный проповедником Черниговской епархии Антонием (Стаховским) (впоследствии архиепископ Черниговский, а затем митрополит Сибирский и Тобольский). Издан в 1705 году в типографии при Черниговской архиепископской кафедре.
Данный сборник включает в себя переведённые святителем Антонием пять Слов Иоанна Златоуста и три проповеди святителя Иоанна (Максимовича). Книгу предваряет стихотворное предисловие с прославлением гетмана Ивана Мазепы. Историк литературы Семён Венгеров пишет что данное посвящение представляет собой «характерный образчик той риторической напыщенности, вычурности и льстивости, которая господствовала в сложившейся под польским влиянием малорусской образованности конца XVII — начала XVIII в.».